# 하코네 등산 철도 철도선
하코네 등산 철도 철도선 (鐵道線) 은 일본의 가나가와현 오다와라시에 있는 오다와라역에서 하코네정에 있는 고라 역을 잇는 하코네 등산 철도가 운행하는 철도 노선이다.
하코네유모토 역과 고라 역 사이는 일본의 랙 레일 식이 아닌 점착식 철도로서는최급인 8%의 구배 구간이 있다. 하코네 등산선 (일본어: はこねとざんせん 하코네토잔센[*]) 또는 하코네 등산 전차 라고 할 경우가 많다.

## 개요

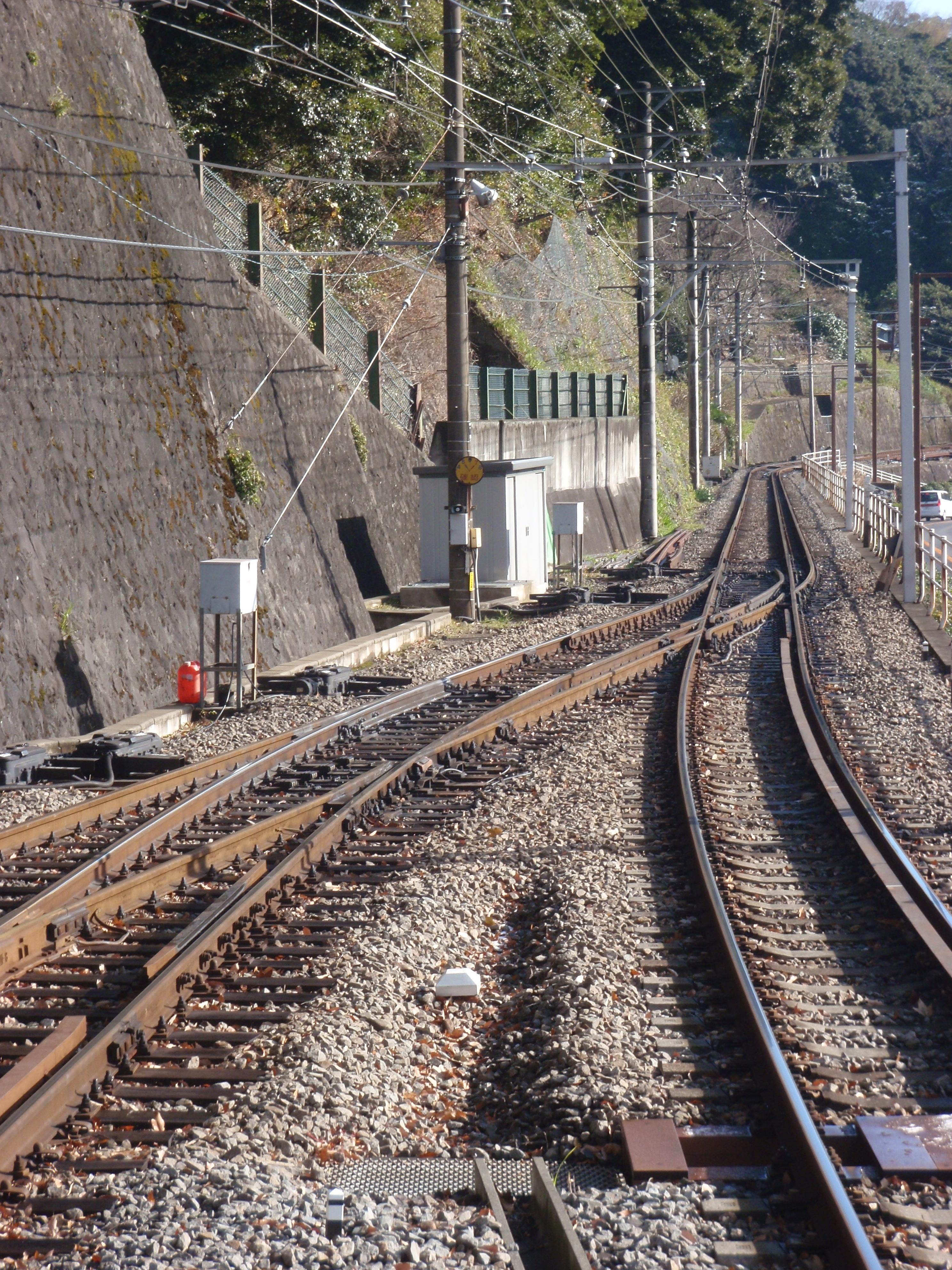
듀얼 게이지 선로

- 노선 거리: 15.0 km (전 구간이 단선 전철화)
- 궤간
  - 오다와라 - 이리우다: 1067 mm (오다큐 전철의 전동차 뿐만이 운행됨)
  - 이리우다 - 하코네유모토: 1067 mm 와 1435 mm로 되어 있는 듀얼 게이지 (오다큐 전철의 전동차가 운행되어 하코네 등산 철도 차량은 이리우다 역에 있는 차량기지를 출, 입고 하기 위한 회송 열차 뿐만이 운행한다)
  - 하코네유모토 - 고라: 1435 mm
- 정거장: 11개 역 (기, 종점 역을 포함, 모두가 교행 가능)
- 전차선 전압
  - 오다와라 - 하코네유모토: 직류 1500 V
  - 하코네유모토 - 고라: 직류 750 V
- 신호 보안방식: 자동폐색, 자동열차정지장치
- 영업 최고속도: 40 km/h (하코네유모토 - 고라)

## 역사

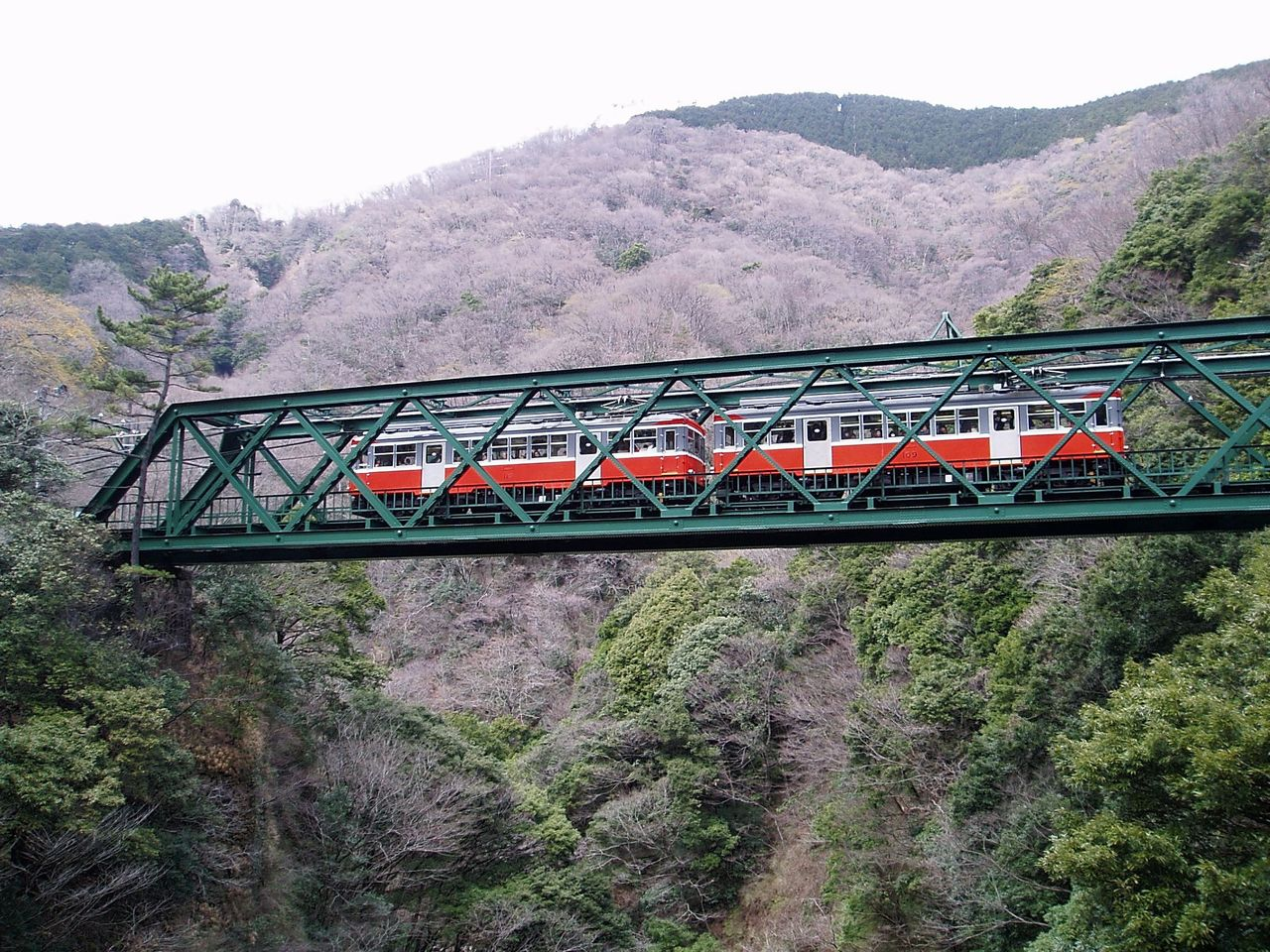
데야마 철교

- 1919년: 당시의 오다와라 전기철도 회사에 의하여 철도선 하코네유모토 - 고라 8.9 km 개통
- 1928년: 하코네 등산 철도 (箱根登山鐵道) 로 상호 개칭
- 1935년: 오다와라 - 하코네유모토 철도선 6.1 km 개통, 2량 연결 운행 개시
- 1950년: 오다와라 - 하코네유모토 듀얼 게이지 화, 전차선 전압 1500 V로 승압. 오다큐 전철 열차가 직통운행 개시
- 1972년: CTC화, 니노타이라 역을 조코쿠노모리 역으로 개칭
- 1993년: 하코네유모토 - 고라 전차선 전압 750 V로 승압, 3량 편성 운행 개시
- 2006년: 오다와라 - 하코네유모토 영업 열차는 오다큐 전철 차량 뿐만으로 됨, 잇따라 그 구간의 1435 mm 궤간 쪽 레일은 철거되었다.
- 2008년: 쉽게 알 수 없는 오다큐 전철의 특급을 제외한 열차 분할 증결 운행을 원칙적으로 지양하며 오다와라 - 하코네유모토 4량 편성으로 운행
- 2019년 10월 12일 : 태풍 하기비스의 영향으로 하코네유모토 역 ~ 고라 역 운행 중지

## 역 목록
- 모두 가나가와현에 있음.
- 특급 로만스카는 오다와라 역 및 하코네유모토 역에 정차, 기타 열차는 모든 역에 정차함.
- 선로 범례 ... ◇: 엇갈리기 가능함, ∧: 엇갈리기 가능한 종점, ◆: 스위치백임, ｜: 엇갈리기 불가능함, ∨: 여기부터 단선임, (빈칸): 선로 없음

| 전압   | 역 번호               | 역 이름        | 일본어 이름 | 해발 (m) | 해발 (m) | 역간 거리 (km) | 영업 거리 (km)       | 접속 노선 및 비고 | 선로   | 선로 | 소재지                  |
| 전압   | 역 번호               | 역 이름        | 일본어 이름 | 건설 시  | 2013년   | 역간 거리 (km) | 영업 거리 (km)       | 접속 노선 및 비고 | 표준궤 | 협궤 | 소재지                  |
| ------ | --------------------- | -------------- | ----------- | -------- | -------- | -------------- | -------------------- | --- | ------ | ---- | ----------------------- |
| 1,500V | OH 47                 | 오다와라       | 小田原      | 26       | 14       | n/a            | 0.0                  | 오다큐 전철: 오다와라 선(직결 운행) 도카이 여객철도: 도카이도 신칸센 동일본 여객철도: 도카이도 본선・쇼난 신주쿠 라인 이즈하코네 철도: 다이유잔 선 |        | ∨    | 오다와라시              |
| 1,500V | OH 48                 | 하코네이타바시 | 箱根板橋    | 27       | 16       | 1.7            | 1.7                  | | ◇      |      | 오다와라시              |
| 1,500V | OH 49                 | 가자마쓰리     | 風祭        | 48       | 36       | 1.5            | 3.2                  | ◇ |        |      | 오다와라시              |
| 1,500V | OH 50                 | 이리우다       | 入生田      | 66       | 54       | 1.0            | 4.2                  | ｜ | ◇      |      | 오다와라시              |
| 1,500V | OH 51                 | 하코네유모토   | 箱根湯本    | 108      | 96       | 1.9            | 6.1                  | 이 역에서 오다와라 방면과 고라 방면은 갈아타야 함                                                                                                  | ◇      | ∧    | 아시가라시모군 하코네정 |
| 750V   | OH 51                 | 하코네유모토   | 箱根湯本    | 108      | 96       | 1.9            | 6.1                  | 이 역에서 오다와라 방면과 고라 방면은 갈아타야 함                                                                                                  | ◇      | ∧    | 아시가라시모군 하코네정 |
| OH 52  | 도노사와              | 塔ノ沢         | 165         | 153      | 1.0      | 7.1            |                      | ◇ |        |      | 아시가라시모군 하코네정 |
| -      | 데야마 신호장         | 出山信号場     | 234         | 222      | 1.2      | 8.3            | ◆                    | |        |      | 아시가라시모군 하코네정 |
| OH 53  | 오히라다이            | 大平台         | 349         | 337      | 1.6      | 9.9            | ◆                    | |        |      | 아시가라시모군 하코네정 |
| -      | 가미오히라다이 신호장 | 上大平台信号場 | 359         | 346      | 0.5      | 10.4           | ◆                    | |        |      | 아시가라시모군 하코네정 |
| -      | 센닌다이 신호장       | 仙人台信号場   | 410         | 398      | 0.8      | 11.2           | ◇                    | |        |      | 아시가라시모군 하코네정 |
| OH 54  | 미야노시타            | 宮ノ下         | 448         | 436      | 0.9      | 12.1           | ◇                    | |        |      | 아시가라시모군 하코네정 |
| OH 55  | 고와키다니            | 小涌谷         | 535         | 523      | 1.4      | 3.4            | ◇                    | |        |      | 아시가라시모군 하코네정 |
| OH 56  | 조코쿠노모리          | 彫刻の森       | 551         | 539      | 0.9      | 14.3           | ◇                    | |        |      | 아시가라시모군 하코네정 |
| OH 57  | 고라                  | 強羅           | 553         | 541      | 0.7      | 15.0           | 하코네 등산 케이블카 | ∧ |        |      | 아시가라시모군 하코네정 |

## 열차 운행
오다큐 전철 특급 로만스카, 슈퍼 하코네호, 하코네호 및 홈 웨이호 가 하코네유모토 역과 신주쿠역의 사이에 운행된다. 신주쿠 와 하코네유모토 사이의 특급은 약 85분부터 95분을 소요한다. 그리고 토요일 및 공휴일에는 오다큐 특급 로만스카 메트로 하코네호 가 하코네유모토 와 도쿄 지하철 지요다 선 기타센주 사이를 운행한다. 특급 로만스카는 하코네 등산 철도선 내에서는 연접차가 10 또는 11량 편성으로 기타는 6량 또는 7량으로 운행된다.
하코네유모토 에 향하는 특급 열차는 오다와라 역 7번 타는 곳에서 발차하나 오다와라 역에서 하코네유모토 행 특급 열차를 승차하려고 하면 당일 빈자리가 있을 경우에만 발매될 좌석권 (대인 200엔, 소인 100엔)을 타는 곳에서 사야 한다.
하코네유모토 역 과 오다와라역 또는 오다큐 전철 신마쓰다 역 사이의 보통 열차로서는 오다큐 전철의 4량 편성 전동차가 사용된다. 오다와라 와 하코네유모토 간의 소요시간은 약 15분이며 빈도는 낮 1시간 당 편도 4개 열차가 운행된다. 2010년 기준으로, 예외적으로 평일에는 오다큐 전철 신주쿠 역 오전 7시 49분 발 급행 (급행 요금 불필요)의 10량 편성 중 뒤 7호차에서 10호차 가 하코네유모토까지 직통 운행한다. 오다큐 전철 사가미오노 역 매일 4시 50분발 하행 열차는 하코네유모토 행이다. 토요일 및 공휴일에 오다큐 전철 마치다역을 5시 11분에 발차하는 하행 열차는 하코네유모토 행이다. 하코네유모토 행 열차는 오다와라 역 7번 타는 곳에서 발차하지만 일부 열차는 11번 타는 곳에서 발차하므로 조심해야 한다.
하코네유모토 역 2번 타는 곳에서 오다와라 역으로 향하는 보통 열차는 반수 정도가 오다큐 전철 신마쓰다 역까지 직통 운행되어 그외 평일 오전 6시 36분 및 7시 8분발, 토요 공휴일 5시 26분발 열차는 도중역에서 급행 열차가 되어 오다큐 신주쿠 역까지 직통운행된다.
하코네유모토 역 (3번 타는 곳, 때로는 4번 타는 곳도 사용) 와 고라 역 사이는 하코네 등산 철도 소속인 소형 전동차가 1, 2 또는 3량 편성으로 운행되어 도중 반복 운행은 없다. 낮 시간대에는 각 방면으로 1시간 당 4개 열차가 운행된다. 하코네유모토 와 고라 사이는 소요시간 약 40분이다.

## 같이 보기
- 하코네 등산 철도
- 하코네 등산 철도 철도선의 차량
- 하코네 등산 철도 강삭선

## 참고 문헌
- 철도 픽토리얼 620호 (일본, 철도도서간행회)